# حقل صرف صحي

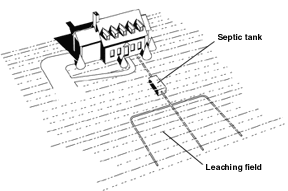
خزان الصرف الصحي وحقل الصرف الصحي

حقول الصرف الصحي ، وتسمى أيضًا حقول الترشيح أو مصارف الترشيح، وهي مرافق تستخدم للتخلص من المياه العادمة تحت السطح. ويتم ذلك عن طريق إزالة الملوثات والشوائب من السائل الذي يظهر بعد الهضم اللاهوائي في خزان الصرف الصحي. يتم تقويض المواد العضوية في السائل بواسطة نظام بيئي ميكروبي.
يشكل حقل الصرف الصحي، وخزان الصرف الصحي، والأنابيب المرتبطة به نظامًا للصرف الصحي .
يتكون حقل الصرف عادةً من ترتيب خنادق، تحتوي على أنابيب مثقبة ومواد مسامية مغطاة بطبقة من التربة لمنع الحيوانات من الوصول إلى مياه الصرف الصحي الموزعة داخل تلك الخنادق. وتعتبر اعتبارات التصميم الأولية هيدروليكية لحجم مياه الصرف الصحي التي تتطلب التخلص والهدم لحاجة الأكسجين البيوكيميائي على المدى الطويل إلى مياه الصرف الصحي. يمكن أن تسمى منطقة الأرض التي تم تخصيصها لحقل الصرف الصحي منطقة احتياطي الصرف الصحي (SRA).
وبالمثل، تتخلص مزارع الصرف الصحي من مياه الصرف الصحي من خلال سلسلة من الخنادق والبحيرات (غالبًا ما تكون قليلة أو بدون معالجة مسبقة). وكثيراً ما توجد هذه في البلدان القاحلة حيث يسمح تدفق المياه على السطح بري (وتخصيب) الأراضي الزراعية.